# Социальная конструкция пола
Социальная конструкция гендера — социологическая концепция о функционировании гендера и гендерных различий в обществе. Общество и культура создают гендерные роли, впоследствии эти роли предписываются как идеальное или подходящее поведение для человека конкретного пола.
Некоторые сторонники этой идеи утверждают, что различия в поведении между мужчинами и женщинами являются лишь социальными условностями, в то время как иные полагают, что на поведение в различной степени влияют всесторонние биологические факторы, при этом социальные допущения оказывают серьёзное влияние на поведение полов.